# 馬齊基夫齊
49°24′40″N 26°52′21″E / 49.41111°N 26.87250°E
馬茨基夫齊（烏克蘭語：Мацьківці）是位於烏克蘭西部的村莊，由赫梅利尼茨基州裡赫梅利尼茨基區的赫梅利尼茨基市鎮負責管轄。該村面積1.94平方公里，海拔高度300米，2001年人口1,076，人口密度每平方公里554.6人。